# Sphenomorphus alfredi
Espèce
Synonymes
- Lygosoma alfredi Boulenger, 1898

Sphenomorphus alfredi est une espèce de sauriens de la famille des Scincidae.

## Répartition
Cette espèce est endémique du Sabah en Malaisie orientale. Elle se rencontre sur le mont Kinabalu.

## Étymologie
Cette espèce est nommée en l'honneur d'Alfred Hart Everett.

## Publication originale
- Boulenger, 1899 "1898" : Third Report on Additions to the Lizard Collection in the Natural-History Museum. Proceedings of the Zoological Society of London, vol. 1898, p. 912-923 (texte intégral).